# Église Sainte-Walburge de Furnes
L'église Sainte-Walburge (en néerlandais: Sint-Walburgakerk) est un edifice religieux catholique de Furnes, en Flandre occidentale (Belgique).  Troisième édifice sur le même site l’église actuelle, de style gothique fut mise en chantier il y a plusieurs siècles et garde un aspect inachevé. Elle est église paroissiale catholique principale de Furnes. 

## Histoire
L'église est édifiée sur le site d'une chapelle comtale du IXe siècle dédiée à Notre-Dame. Accueillant des reliques de Sainte Walburge (peut-être au cours du Xe siècle) elle est dédiée à cette sainte vers l'an 1100. Peu après, l'église acquiert également une relique de la Sainte Croix, probablement par l'intermédiaire de Thierry d'Alsace, laquelle donne lieu à l'organisation de processions et à la création d'une confrérie active jusqu'au XXe siècle. Un chapitre de trente chanoines est alors attaché à l'église. 
Entre 1230 et 1280, l'église romane est détruite par un incendie et reconstruite en style gothique primitif. La construction du clocher ouest est engagée vers 1350, mais il n'a jamais été achevé. L'édifice a été utilisé pendant un temps comme lieu de stockage de poudre à canon, puis convertie en citerne pour la collecte des eaux de pluie. Le bâtiment ne comprend alors qu'un chœur, un déambulatoire et des chapelles radiales à double arcs rampants adossées aux murs du seul transept nord.
En 1788, les travaux reprennent en vue de l'achèvement de l'édifice et le transept sud est achevé. Mais l'occupation française de 1799 abolit le chapitre et met un terme aux travaux. Ce n'est qu'entre 1865 et 1875 que l'église est entièrement restaurée, puis, à partir de 1902, qu'elle est complétée par des bas-côtés et une courte nef de style néo-gothique, selon les plans de l'architecte Auguste Van Assche de Gand.

## Description

### Extérieur
La nef de l'église est relativement courte mais son chœur est long de cinq travées (destiné aux 30 chanoines). Un clocheton haut et élancé est placé à la croisée du transept .

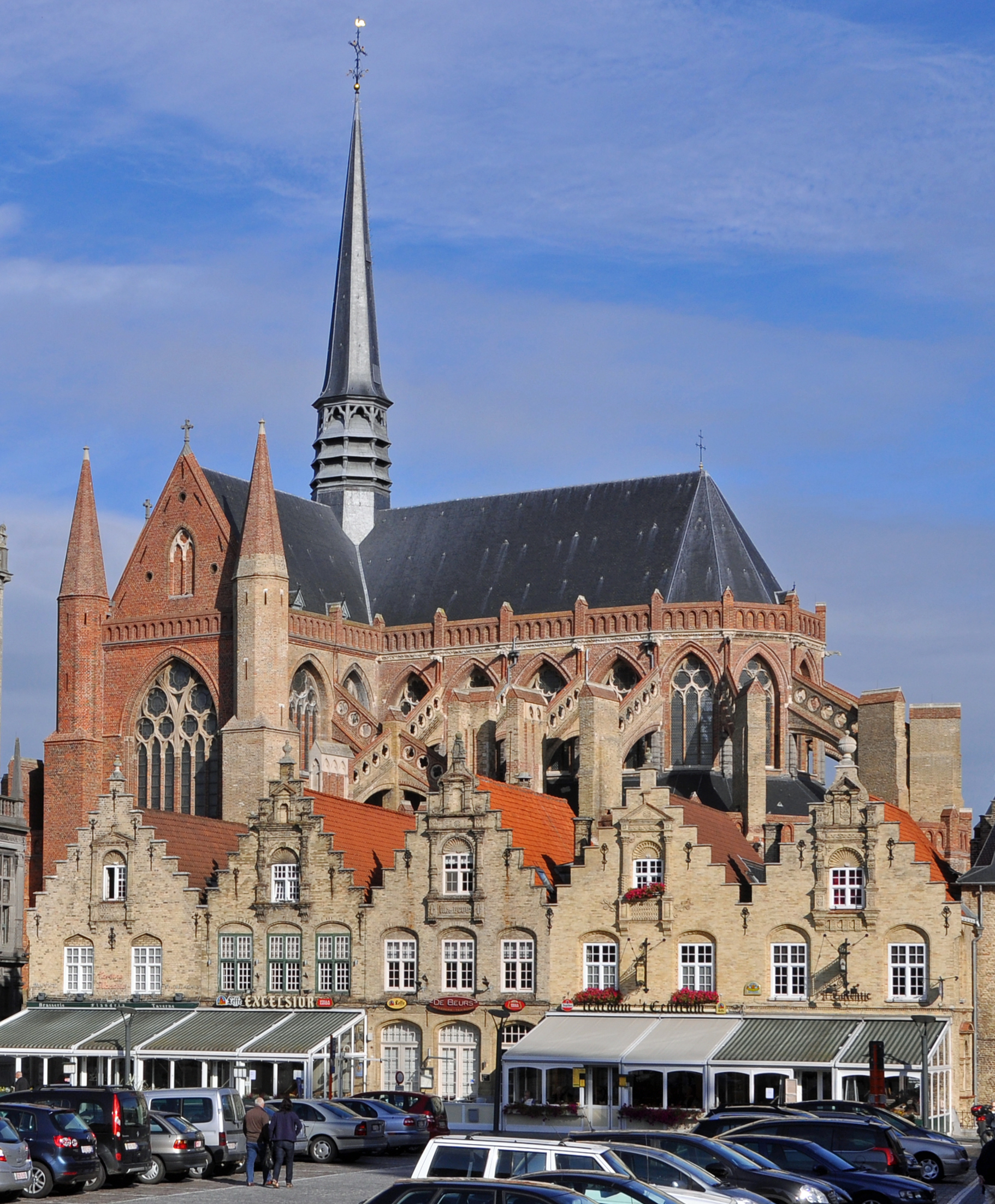
L'église vu de la Grand-Place de Furnes
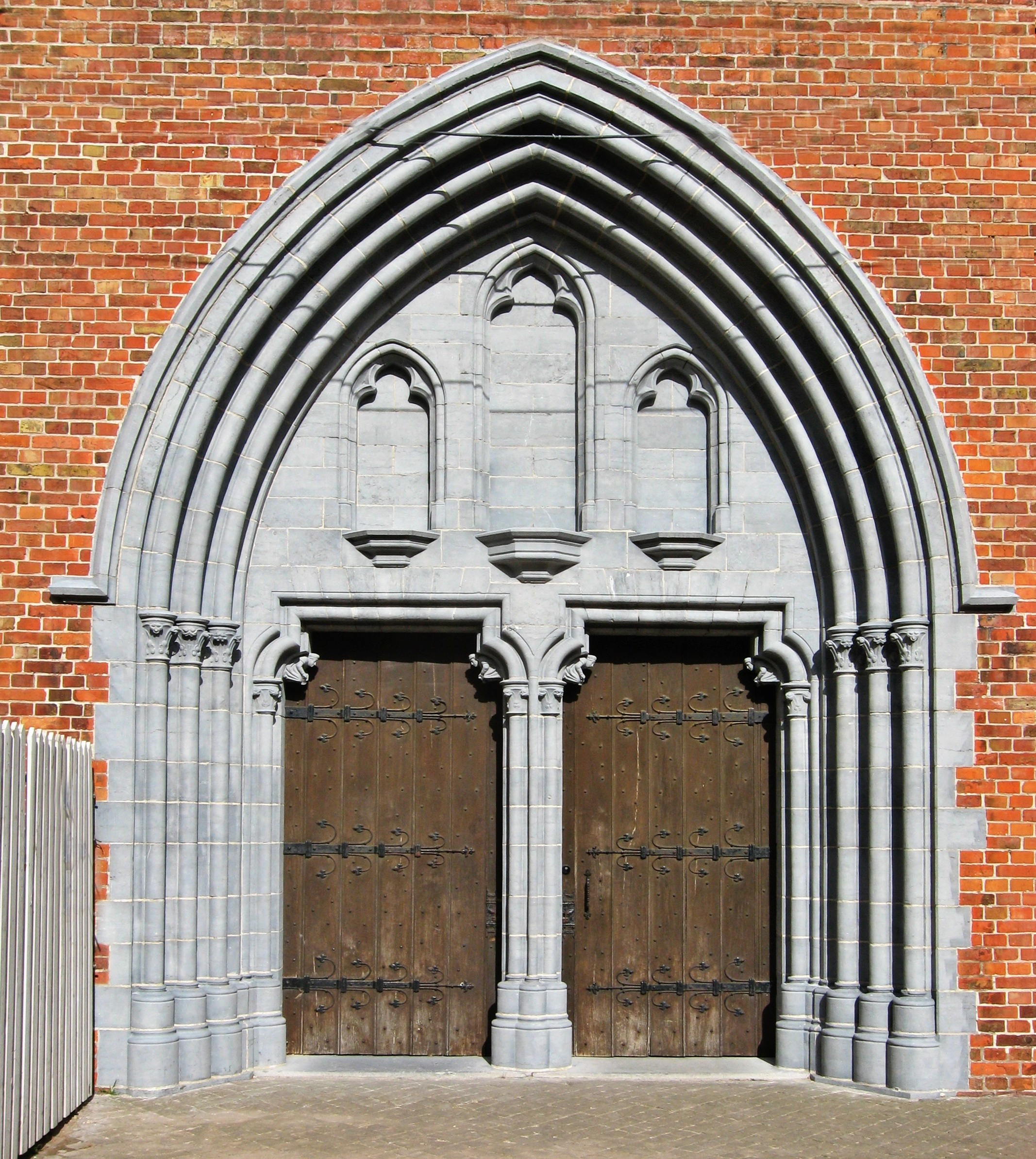
Le portail ouest
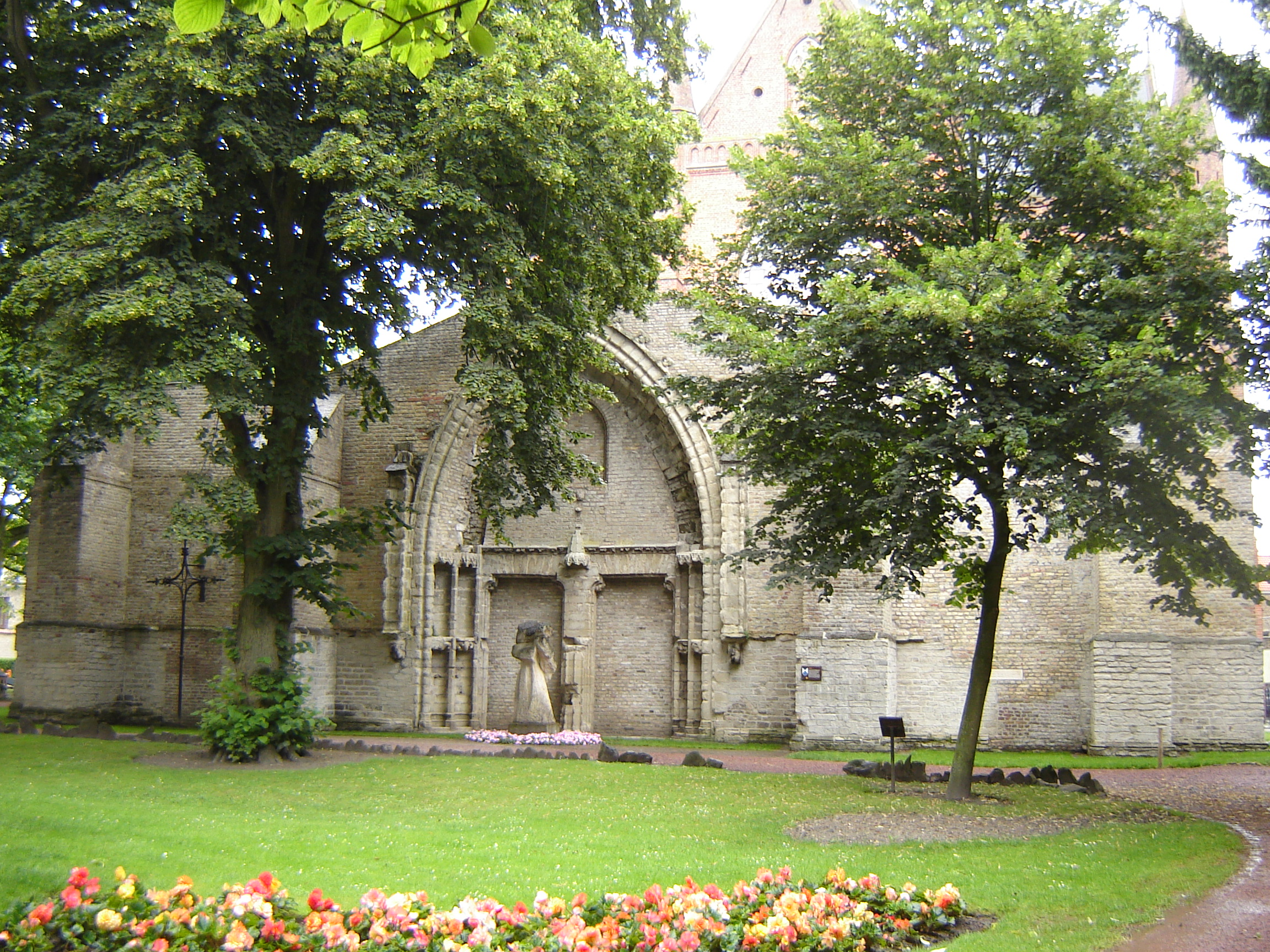
Le clocher inachevée

### Intérieur

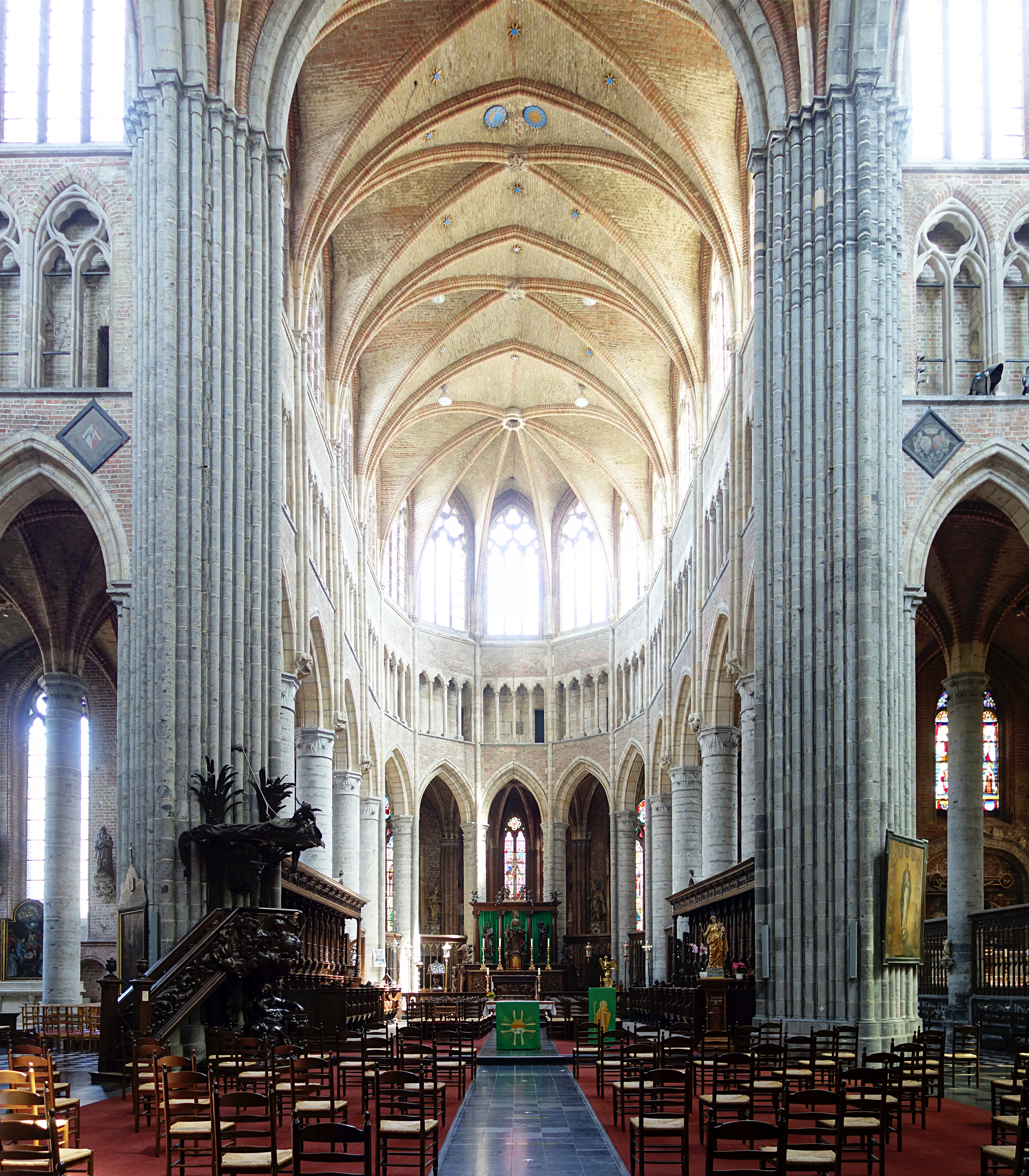
Le chœur
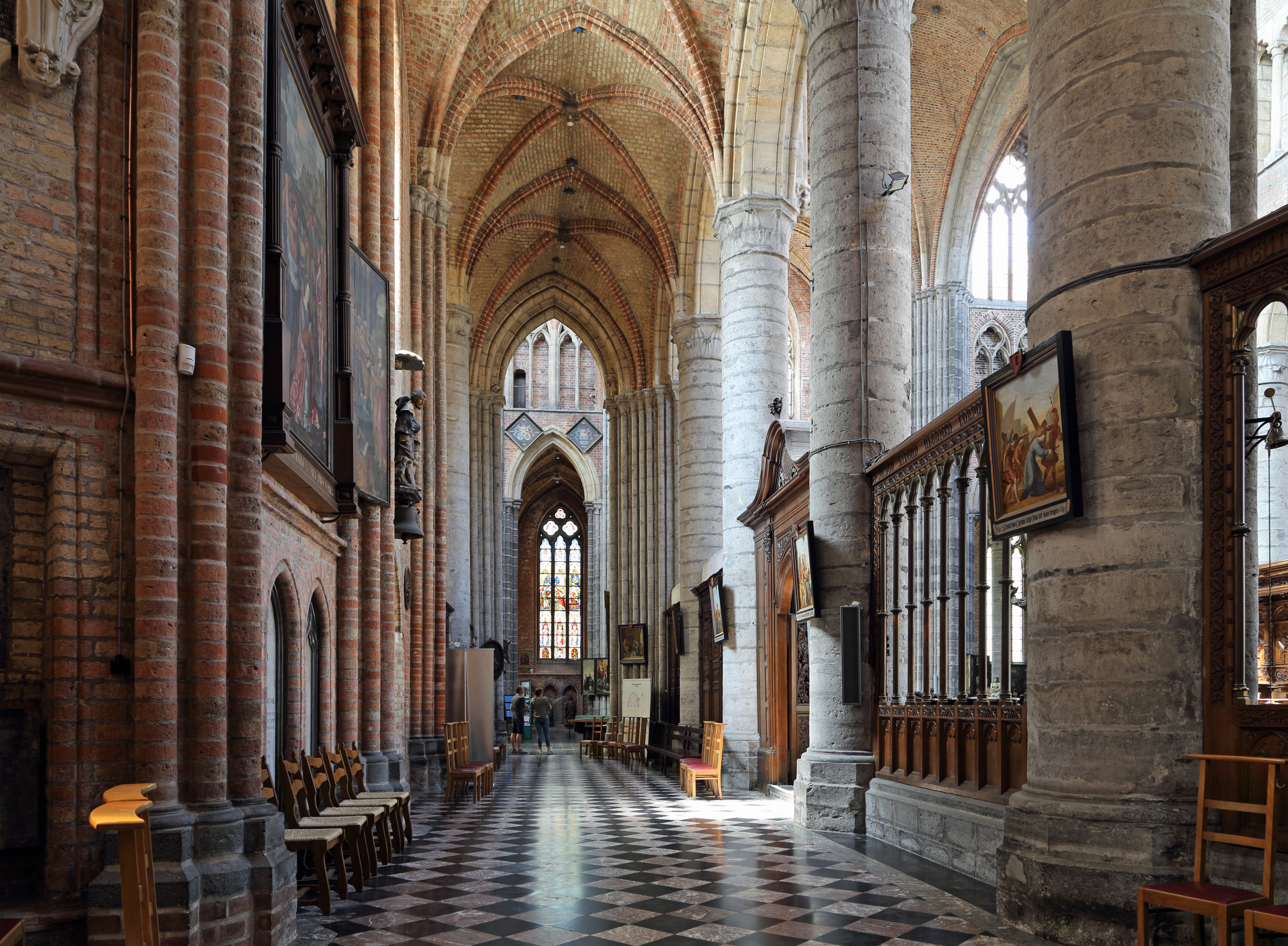
Le déambulatoire droit
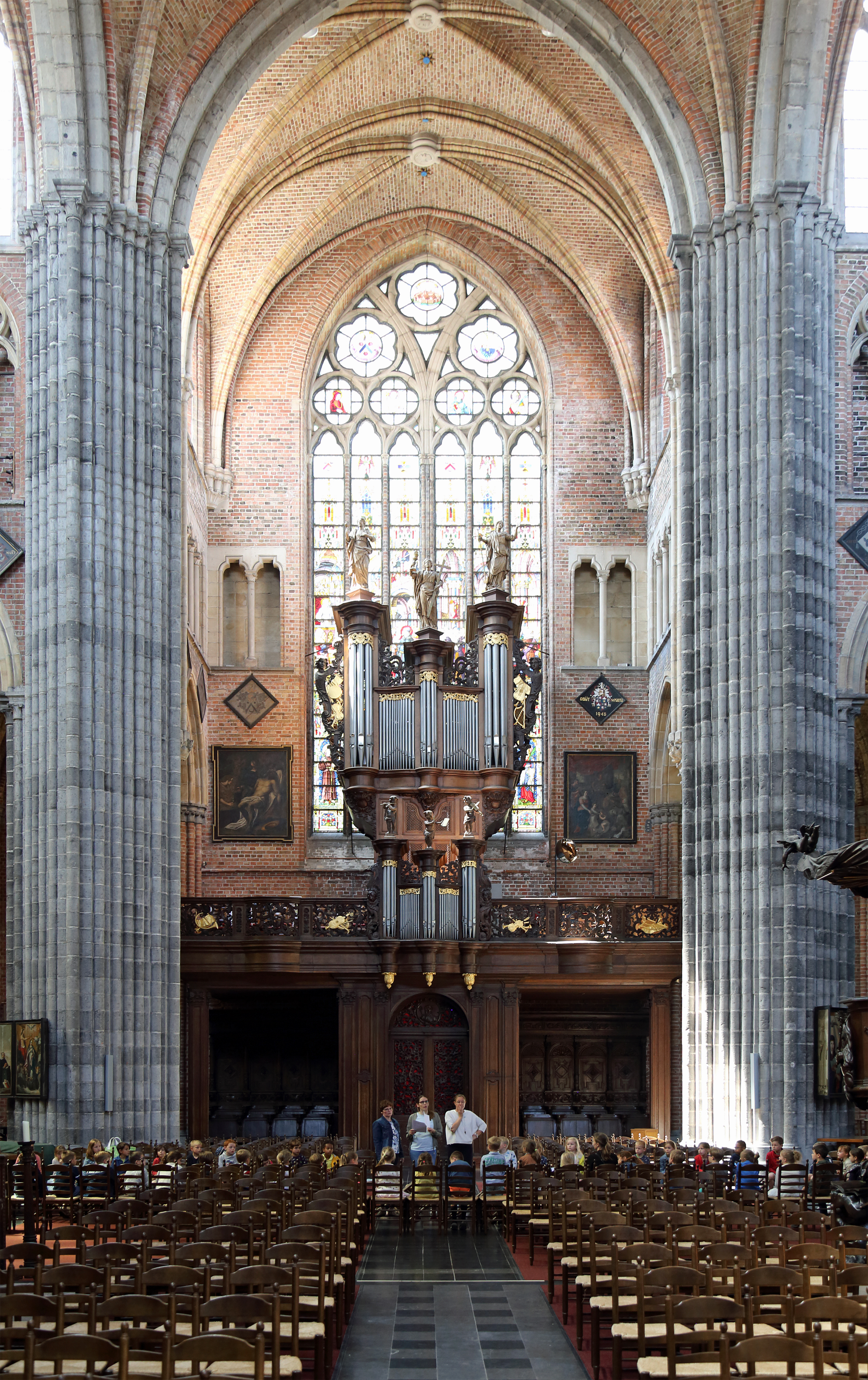
Vue sur le jubé

### Patrimoine
- Une toile, entre autres, de Vigor Boucquet intitulée : Le Christ libère les âmes du purgatoire en les lavant de son sang[1].

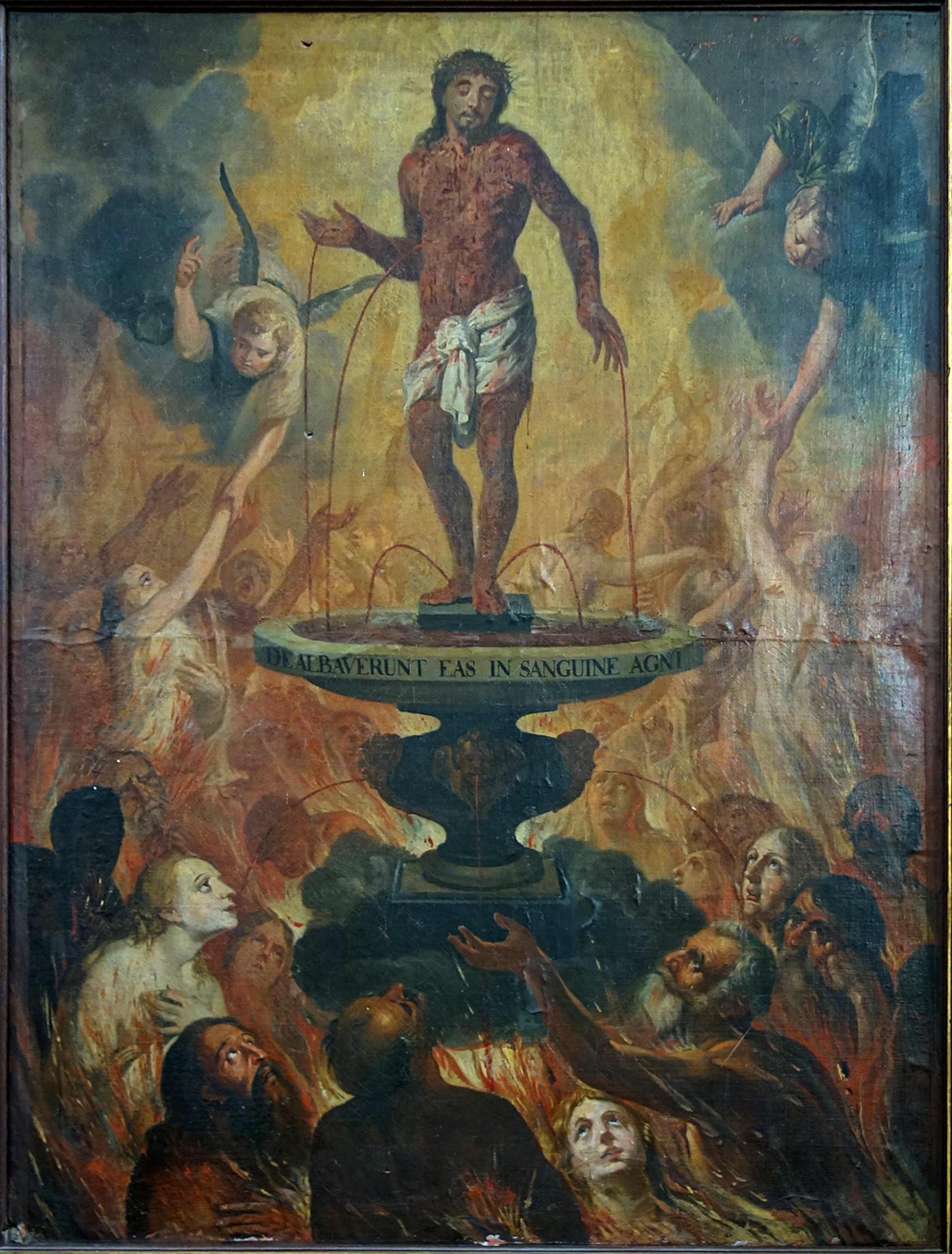
Le Christ libère les âmes du purgatoire en les lavant de son sang par Vigor Boucquet
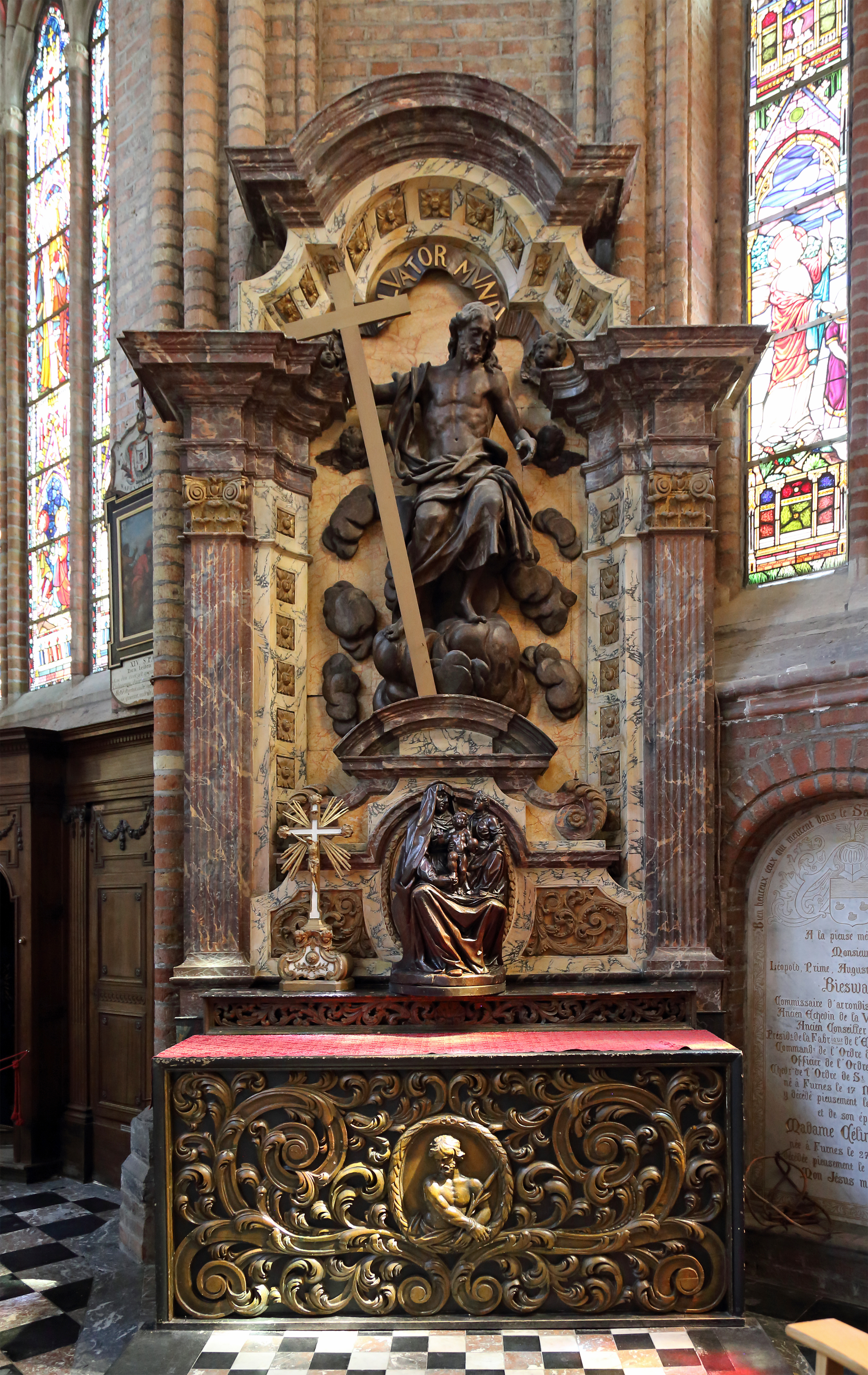
Autel baroque
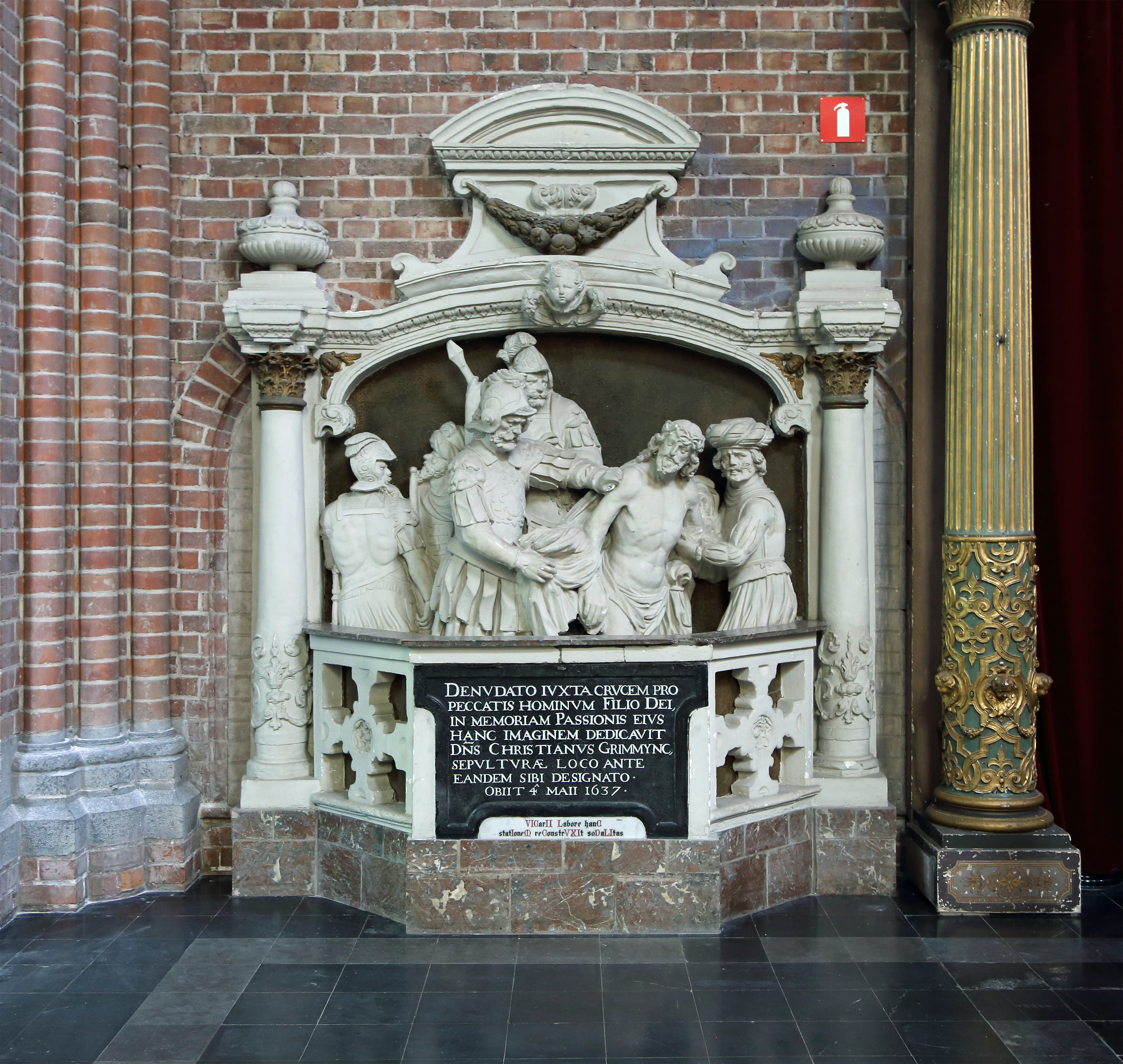
Monument funéraire (XVIIe siècle)
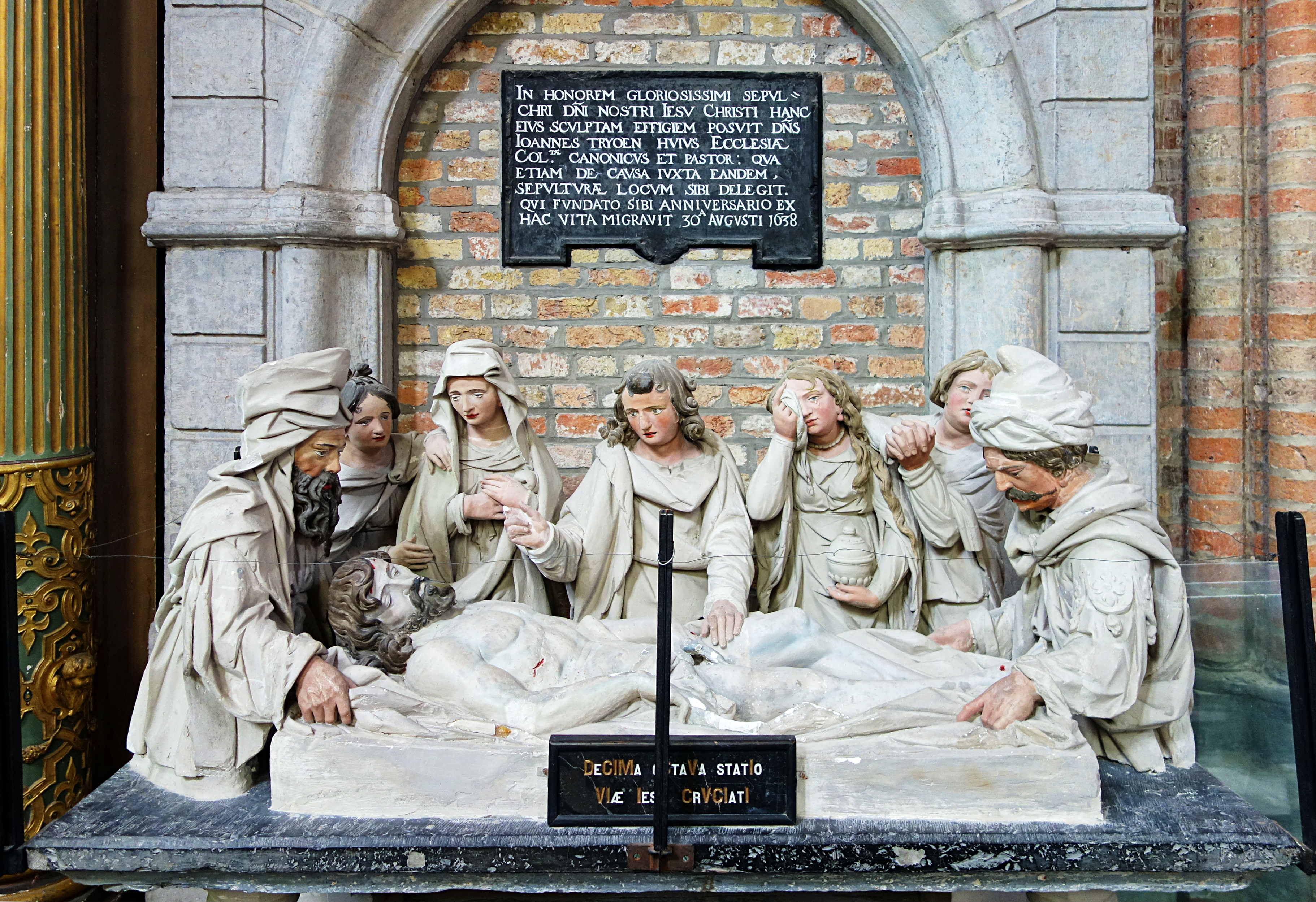
Mise au tombeau du Christ